# NGC 3087
NGC 3087 је елиптична галаксија у сазвежђу Шмрк (Пумпа) која се налази на NGC листи објеката дубоког неба.
Деклинација објекта је - 34° 13' 32" а ректасцензија 9h 59m 8,6s. Привидна величина (магнитуда) објекта NGC 3087 износи 10,8 а фотографска магнитуда 11,8. Налази се на удаљености од 38,526 милиона парсека од Сунца. NGC 3087 је још познат и под ознакама ESO 374-15, MCG -6-22-5, AM 0956-335, PGC 28845.